# یاووریه (ولاسوتینتسه)
یاووریه (به صربی: Javorje) یک منطقهٔ مسکونی در صربستان است که در ولاسوتینتسه واقع شده‌است. یاووریه ۱ نفر جمعیت دارد و ۱٬۰۵۷ متر بالاتر از سطح دریا واقع شده‌است.